# Ana Lydia Vega
Ana Lydia Vega (6 de diciembre de 1946, Santurce, San Juan, Puerto Rico) es una escritora puertorriqueña ganadora del Premio Casa de las Américas en 1982 y del Premio Juan Rulfo en 1984.

## Biografía
Ana Lydia Vega, hija de Virgilio Vega, de Coamo, y María Santana, del pueblo de Arroyo. Ana Lydia Vega se educó en la Academia del Sagrado Corazón. Fue en sus años de escolar cuando comenzó a escribir, primero poesía a los 7 años y después novelas de misterio y romance escritas en inglés, mantiene inéditas 18 historias.
Después se ingresó en la Universidad de Puerto Rico para estudiar pedagogía en lenguas extranjeras y se graduó en 1968. Ella luego viaja a Francia para continuar sus estudios y obtiene una maestría en literatura francesa en la Universidad de París en 1971 y un doctorado en literatura en la misma universidad en 1978.
Regreso a su patria, para enseñar en la Universidad de Puerto Rico. Allí conoce a la cuentista Carmen Lugo Filippi y a la profesora Ruth Hernández. Con ellas y con su compañero Robert Villanúa (a quien había conocido en Francia) escribió el manual de aprendizaje del idioma francés Le français vécu (1981), muy popular en Puerto Rico. 
Con Carmen Lugo Filippi escribió ese mismo año el libro de cuentos Vírgenes y mártires, al que siguió Encancaranublado y otros cuentos de naufragio. Ganó el Premio Casa de las Américas en 1982.
Vega pertenece a una generación de escritores puertorriqueños que han integrado a su escritura reflexiones acerca del estado ambiguo de su nación. Vega tiene una carrera académica como profesora de Literatura francesa y Estudios del Caribe en la Universidad de Puerto Rico; es además autora de manuales, ensayos y crítica literaria.

## Más información ...
La escritora puertorriqueña, Ana Lydia Vega, vio la luz por vez primera en Santurce, el 6 de diciembre de 1946. Su padre, Virgilio Vega, oriundo de Coamo, y Doña María Santana, del pueblo de Arroyo, fueron la inspiración de Ana Lydia cuando a los siete años escribía poesías de tipo celebratorio. Se educó en la Academia del Sagrado Corazón durante 12 años. En sus años de adolescencia le atraía la prosa, composiciones, cuentos y novelas. Sus primeras manifestaciones literarias, entre las que tiene 18 novelas de misterio y romance, fueron escritas en inglés y permanecen guardadas muy secretamente.
En la Universidad de Puerto Rico se decide a escoger su futura profesión, siendo ésta la de profesora de lenguas extranjeras. La vocación de maestra la hereda de su madre, quien enseñó durante toda su vida en escuela pública. Ana Lydia obtiene su bachillerato en artes en el 1968. Ya con conocimientos previos de francés, idioma que aprendió desde niña cuando compartía sus años de infancia con su vecina y amiga más querida que era francesa, se marcha a Francia para cursar estudios de maestría y doctorado al obtener una beca para estos fines. Termina su maestría en literatura francesa en la Universidad de Provence en Francia en el 1971 y posteriormente completa el doctorado en literatura comparada en la misma universidad en el 1978.
Durante su estadía en Francia conoce al que es hoy su compañero Robert y de esa unión nace su hija Lolita. Robert es profesor y poeta. Su hija Lolita es bailarina de ballet y estudia lenguas extranjeras.
A su regreso a Puerto Rico trabaja como profesora en la Universidad de Puerto Rico, donde conoció a Carmen Lugo Filippi y Ruth Hernández Torres. Con ellas y con Robert publicó unmanual para la enseñanza del francés titulado Le francais vécu (El francés vivido). Luego en el 1981 escribe en colaboración con su compañera de aventuras literarias, Carmen Lugo Filippi, el libro de cuentos Vírgenes y mártires, donde se explora el espacio feminista en el texto colonial y machista puertorriqueño. Fue tanta la aceptación de este libro que la motivó a escribir un segundo y tercer libro. El segundo titulado Encancaranublado y otros cuentos de naufragio, publicado en el 1982, fue premiado en el certamen de 1982 de Casa de las Américas, en Cuba. En esta obra la alegoría, la escritura ensayística, el discurso espiritista, el monólogo, la leyenda y las batallas carnavalescas invaden el espacio restricto de los cuentos que nos lleva a una reflexión sobre los conflictos del mundo caribeño y su soñada unidad. Su tercer libro: Pasión de historias y otras historias de pasión, publicado en el 1987, recibe el premio Juan Rulfo Internacional de París en el 1984, y en el 1988 escribe los ensayos que fueron publicados en la columna "Relevo" del periódico Claridad, que aparecen en la colección de ensayos de siete escritores del país: El tramo ancla.
En sus obras pedagógicas se encuentran Cahier de redaction y Cahier de grammaire, escritas con Ada Vilar, Quelques difficultés de traduction y El machete de Ogún.
A través de su obra literaria ha recibido distinciones y premios nacionales e internacionales. Es una mujer de sensibilidad positiva que gusta de leer novelas de horror y de detectives y que adora el cine, pasión que se vio en el guion de la película La gran fiesta, el cual tuvo el honor de escribir. Para ella no es fácil ser maestra, escritora, mamá, esposa, hija, vecina y cumplir con todas las obligaciones que tiene un ser humano, pero todos esos oficios la enriquecen y la hacen sentir feliz, pues según ella, se vive solamente una vez.

## Obras de ficción
- Vírgenes y mártires (cuentos, con Carmen Lugo Filippi), 1981
- Encancaranublado y otros cuentos de naufragio, Premio Casa de las Américas 1982
- Pasión de historia y otras historias de pasión, 1987
- Falsas crónicas del sur, 1991.en puerto rico
- Ciertas crónicas del norte, 1992

## Ensayos
- El tramo ancla: ensayos puertorriqueños de hoy (con otros autores), 1988
- Esperando a Loló y otros delirios generacionales, 1995
- Pulseando con el difícil.

## Estudios críticos en inglés
1. Ana Lydia Vega, True and False Romances By: Feracho, Lesley. IN: Quintana, Reading U. S. Latina Writers: Remapping American Literature. New York, NY: Palgrave Macmillan; 2003. pp.181–96
2. Spanglish, TICKLING THE TONGUE: on Ana Lydia Vega and Giannina Braschi, by Ilan Stavans, World Literature Today, 2000.
3. Ana Lydia Vega: Linguistic Women and Another Counter-Assault or Can the Master(s) Hear? By: Labiosa, David J.. IN: Athey, Sharpened Edge: Women of Color, Resistance, and Writing. Westport, CT: Praeger; 2003. pp.187–201
4. The Representation of Puerto Rican Women in Two Short Stories by Ana Lydia Vega: 'Letra para salsa y tres soneos por encargo' (1979) and 'Pollito Chicken' (1977) By: Green, Mary; Tesserae: Journal of Iberian and Latin American Studies, dic. 2002; 8 (2): 127-41
5. Traces of Santería in Encancaranublado By: Pardo, Diana; Céfiro, 2002 Fall; 3 (1): 25-30
6. Translating Laughter: Humor as a Special Challenge in Translating the Stories of Ana Lydia Vega By: Wallace, Carol J.; Journal of the Midwest Modern Language Association, 2002 Fall; 35 (2): 75-87
7. Ana Lydia Vega. Reconstruction and Revision of Puerto Rico's Past By: Gosser-Esquilín, Mary Ann. IN: Juan-Navarro, and Young, A Twice-Told Tale: Reinventing the Encounter in Iberian/Iberian American Literature and Film. Newark, DE; London, England: U of Delaware P; Associated UP; 2001. pp.193–209
8. Intersections in Ana Lydia Vega's 'Pasión de historia' By: Craig, Linda; MaComère: Journal of the Association of Caribbean Women Writers and Scholars, 2001; 4: 71-83
9. A Sense of Space, a Sense of Speech: A Conversation with Ana Lydia Vega By: Hernández, Carmen Dolores; Hopscotch: A Cultural Review, 2000; 2 (2): 52-59
10. Virgins and Fleurs de Lys: Nation and Gender in Québec and Puerto Rico By: Den Tandt, Catherine. San Juan, Puerto Rico: Universidad de Puerto Rico; 2000
11. The Hispanic Post-Colonial Tourist By: Martí-Olivella, Jaume; Arizona Journal of Hispanic Cultural Studies, 1997; 1: 23-42
12. Like English for Spanish: Meditaciones desde la frontera anglorriqueña By: Unruh, Vicky; Siglo XX/20th Century, 1997; 15 (1-2): 147-61
13. Ana Lydia Vega, the Caribbean Storyteller By: Puleo, Augustus; Afro-Hispanic Review, 1996 Fall; 15 (2): 21-25. (journal article)
14. Thematic and Narrative Strategies in Lydia Vega's 'Pollito chicken' By: Engling, Ezra S.; College Language Association Journal, 1996 Mar; 39 (3): 341-56
15. 'What's Wrong with this Picture?' Ana Lydia Vega's 'Caso omiso' By: Boling, Becky; Revista de Estudios Hispánicos, 1996; 23: 315-24
16. Subverting and Re-Defining Sexuality in 'Three Love Aerobics' by Ana Lydia Vega By: Puleo, Augustus C.; Letras Femeninas, 1995 Spring-Fall; 21 (1-2): 57-67
17. 'Así son': Salsa Music, Female Narratives, and Gender (De)Construction in Puerto Rico By: Aparicio, Frances R.; Poetics Today, 1994 Winter; 15 (4): 659-84
18. Women and Writing in Puerto Rico: An Interview with Ana Lydia Vega By: Hernández, Elizabeth; Callaloo: A Journal of African American and African Arts and Letters, 1994 Summer; 17 (3): 816-25
19. We Are (Not) in This Together: The Caribbean Imaginary in 'Encancaranublado' by Ana Lydia Vega By: Vélez, Diana L.; Callaloo: A Journal of African American and African Arts and Letters, 1994 Summer; 17 (3): 826-33
20. Tracing Nation and Gender: Ana Lydia Vega By: Den Tandt, Catherine; Revista de Estudios Hispanicos, 1994 Jan; 28 (1): 3-24
21. Contaminations linguistiques: Actes d'anéantissement ou d'enrichissement d'une langue? By: Impériale, Louis. IN: Crochetière, Boulanger and Ouellon, Actes du XVe Congrès International des Linguistes, Québec, Université Laval, 9-14 août 1992: Les Langues menacées/Endangered Languages: Proceedings of the XVth International Congress of Linguists, Québec, Université Laval, 9–14 August 1992. Sainte-Foy: PU Laval; 1993. pp.III: 351-54
22. The Reproduction of Ideology in Ana Lydia Vega's 'Pasión de historia' and 'Caso omiso' By: Boling, Becky; Letras Femeninas, 1991 Spring-Fall; 17 (1-2): 89-97
23. The Voice Recaptured: Fiction by Dany Bebel-Gisler and Ana Lydia Vega By: Romero, Ivette; Journal of Caribbean Studies, 1991-1992 Winter-Spring; 8 (3): 159-65
24. Social Criticism in the Contemporary Short Story of Selected Puerto Rican Women Writers By: Wallace, Jeanne C.; MACLAS: Latin American Essays, 1989; 3: 113-23
25. Pollito chicken: Split Subjectivity, National Identity and the Articulation of Female Sexuality in a Narrative by Ana Lydia Vega By: Vélez, Diana L.; The Americas Review: A Review of Hispanic Literature and Art of the USA, 1986 Summer; 14 (2): 68-76
26. From a Woman's Perspective: The Short Stories of Rosario Ferré and Ana Lydia Vega By: Fernández Olmos, Margarite. IN: Meyer and Fernández Olmos, Contemporary Women Authors of Latin America: Introductory Essays. Brooklyn: Brooklyn Coll. P; 1983. pp.78–90.